# Cheng Xiaoxing
Cheng Xiaoxing est un réalisateur et acteur chinois.

## Biographie
Cinéaste et comédien chinois, il a fait ses études de cinéma à Pékin puis à Paris.

## Filmographie

### Réalisation
- 2019 : Un rôle sur mesure, fiction - 19 minutes, production Line Up Films, CNC, France 2, Adami[1]
- 2018 : En devenir, documentaire (co-réalisation avec Olivier Mitterrand) production Europan et Line Up Films[2]
- 2015 : Ideal Match, documentaire - 14 minutes, production Line Up Films
- 2015 : French Touch, fiction - 23 minutes, production Line Up Films, CNC, France2[3]
- 2010 : Jia/Home, documentaire - 50 minutes, production On Line Productions pour RFO
- 2009 : Toutes les télés du monde, documentaire, 26 minutes, production Point du Jour
- 2008 : Mains d'œuvres, documentaire - 83 minutes, production Line Up Films
- 2008 : Living with Van Gogh, documentaire - 26 minutes, production Line Up Films
- 2007 : Enfants bananes, documentaire - 50 minutes, coproduction : Les Films d'Ici - Line Up Films - France 3
- 2006 : Minsk, Documentaire - 52 minutes, Cinéma du réel production Line Up Films cinéma du réel[4]
- 2005 : Enseigner/Produire, série documentaires de 10x30 minutes, Production : Centre Georges Pompidou / Le Fresnoy
- 2004 : Home Vidéo Argentina, documentaire [5], sélections : Cinéma du Réel 2005 ; Festival de court metrage d’Oberhausen
- 2003 : Les mandarines de Janvier
- 2002 : Roméo peut attendre, fiction  (DV-21 min), acquisition par le Centre Georges-Pompidou
- 2001 : Le Destinataire, fiction (35 mm - 29 minutes)
  - Sélections : Festival de Clermont Ferrand 2002 « Film en Région », Festival Côté court de Pantin 2002 « compétition officielle », Festival européen du film court de Brest 2001 « marché du film », Festival Dakino Roumanie « compétition officielle », Festival de Kerala Inde « Worldwide short films », Festival Odense – Danemark 2002

### Comédien
- 2023 : Le Théorème de Marguerite, long métrage d'Anna Novion
- 2021 : Tout fout le camp, long métrage de Sébastien Betbeder
- 2020 : Petite Leçon d'amour, long métrage d'Ève Deboise
- 2019 : Faites des gosses (TV)[6] de Philippe Lefebvre
- 2018 : La nuit venue[7] de Frédéric Farrucchi
- 2017 : La Finale[8] de Robin Sykes
- 2016 : Au revoir là-haut[9] d'Albert Dupontel
- 2016 : Vive la crise ! de Jean-François Davy
- 2015 : Débarquement immédiat de Philippe de Chauveron, rôle : sans papier chinois
- 2015 : La Dream Team de Thomas Sorriaux
- 2014 : Bang! Bang!, série OCS
- 2014 : Fais pas ci, fais pas ça, série France 2
- 2014 : Trois Cœurs de Benoît Jacquot avec Benoît Poelvoorde et Charlotte Gainsbourg
- 2013 : Qu'est-ce qu'on a fait au Bon Dieu ? de Philippe de Chauveron, rôle : restaurateur chinois
- 2013 : Jamais le premier soir de Mélissa Drigeard avec Alexandra Lamy
- 2012 : Win Win, long métrage de Claudio Tonetti avec Jean-Luc Couchard, Guy Lecluyse, rôle : Liu
- 2012 : Lazare, court métrage de Raphael Étienne avec Swann Arlaud, rôle : Koo Kim
- 2011 : Paulette, long métrage de Jérôme Enrico avec Bernadette Lafont, rôle : Chang le voisin
- 2010 : Publicités pour « Amaguiz » et « Médecins du monde »
- 2009 : Monsieur Papa, rôle : Droguiste
- 2008 : La Journée de la jupe, téléfilm, rôle : Père Kim,
- 2008 : 48 heures par jour avec Aure Atika et Antoine De Caunes, rôle : Chauffeur Taxi
- 2007 : Sœur Thérèse.com, téléfilm, Telecip, rôle : Cheng
- 2005 : PJ, téléfilm, France 2, rôle : Bertheuil
- 2001 : Rastignac, téléfilm, France 2, rôle : Interprète
- 2000 : 2000 – année du Dragon, court métrage, rôle : Ying et Yang
- 1999 : La Moitié du ciel, long métrage de Alain Mazars, rôle : Yen (rôle principal masculin) - avec : Caroline Sihol

## Distinctions
- Paris Courts Devant 2015 : Meilleur acteur pour French Touch
- Peace&Love Film festival en Suède : Grand prix du court métrage pour French Touch
- Festival du Film Français d'Helvétie : Prix du bilinguisme pour French Touch
- Festival des courts métrages d'humour à Meudon : Prix du public pour French Touch
- Festival du film de Chelsea : Nomination et Best Actor pour French Touch
- Festival Eurydice à Fécamp : Prix du public pour French Touch
- Festival du cinéma chinois à Paris : Prix du meilleur court métrage pour French Touch
- Festival International du film à Tanger : Prix spécial du jury pour French Touch
- Prix du jeune jury au Festival international des cinémas d'Asie 2008 pour Les enfants Bananes en 2007
- Prix : Special Award Short Film FIPRESCI au Festival Troia – Portugal en 2002[10] pour Le Destinataire
- Scénario du long  métrage (Lauréat des Trophées de scénario CNC 2003) pour Les mandarines de Janvier